# لاس و خزال
لاس و خَزال از «بیت‌»های ملی کردستان است.
این تصنیف هم جنبه رزمی (حماسی) و هم جنبه بزمی (غنایی) دارد.
لاس نام یک درخت سخت‌چوب و خاردار است.
نویسنده معاصر کرد، عطا نهایی در رمان خود، گل شوران، از درونمایه داستان لاس و خزال بهره زیادی گرفته است.
این منظومه ی کردی در قالب «بیت» سروده شده و دارای وزن هجایی است 
جناب فتاح قاضی آن را ترجمه کرده است و در مجموعه های دیگری چون تحفه ی مظفریه از اسکار مان و چوله چرا یافت. 
بیت: منظومه های شفاهی کردی است که وزنی هجایی دارند و با مفهوم بیت در فارسی و عربی متفاوت است.
لاس: نام پسر است و خزال نام دختر

## منبع
احمدزاده، هاشم، Nation and novel, a study of Persian and Kurdish narrative discourse، اوپسالا ۲۰۰۳، ص 256.    